# Wembach
Wembach là một đô thị trong huyện Lörrach bang Baden-Württemberg thuộc nước Đức. Đô thị Wembach có diện tích 1,18 km², dân số là 336 người.